# Tannis Bugt
Tannis Bugt är en vik i Danmark. Den ligger i Region Nordjylland, i den norra delen av landet vid Skagerrak.